# Lijst van voetbalinterlands Canada - Hongarije (vrouwen)
Deze lijst van voetbalinterlands is een overzicht van alle officiële voetbalinterlands tussen de nationale vrouwenteams van Canada en Hongarije. De landen hebben tot nu toe één keer tegen elkaar gespeeld.

## Wedstrijden
| № | Plaats | Datum       | Competitie        | Wedstrijd          | Uitslag |
| - | ------ | ----------- | ----------------- | ------------------ | ------- |
| 1 | Telki  | 7 juni 2011 | Vriendschappelijk | Hongarije − Canada | 0 − 1   |

## Samenvatting
| Competitie        | Totaal gespeeld | Winst Canada | Gelijk | Winst Hongarije | Doelsaldo Canada – Hongarije |
| ----------------- | --------------- | ------------ | ------ | --------------- | ---------------------------- |
| Vriendschappelijk | 1               | 1            | 0      | 0               | 1 − 0                        |
| Totaal            | 1               | 1            | 0      | 0               | 1 − 0                        |